# You Know You're Right
„You Know You're Right“ je skladba americké grungeové skupiny Nirvana. Je to první skladba na jejich „best of“ albu Nirvana z roku 2002.
S největší pravděpodobností byla skladba napsána v druhé polovině roku 1993, jako jedna z několika Cobainových skladeb po vydání alba In Utero. Po léta byla známá jen jako bootleg z žíváku, nahraného 23. října 1993 v Chicagu.
Studiová verze byla nahrána v posledním období činnosti Nirvany, 30. ledna 1994, ale po Cobainově smrti zůstala pro fanoušky nedostupná.

## Umístění
| Hitparáda | Umístění |
| --------- | -------- |
| USA       | 45       |
| Austrálie | 12       |
| Finsko    | 45       |
| Lotyšsko  | 11       |
| Polsko    | 13       |